# Photograph
Photograph er en ballade fra Post-grunge bandet Nickelback.